# Tor Egil Johansen
Tor Egil Johansen (ur. 8 sierpnia 1950 w Oslo) – norweski piłkarz grający na pozycji pomocnika. W swojej karierze rozegrał 51 meczów w reprezentacji Norwegii i strzelił w nich 7 goli.

## Kariera klubowa
Swoją karierę piłkarską Johansen rozpoczął w klubie Skeid Fotball. W 1969 roku zadebiutował w jego barwach w norweskiej ekstraklasie. W 1974 roku wywalczył ze Skeidem Puchar Norwegii. W 1976 roku odszedł do Lillestrøm SK i grał w nim zarówno w sezonie 1976, jak i 1977. W obu tych sezonach został mistrzem kraju. W 1977 roku zdobył też Puchar Norwegii. W 1978 roku wrócił do Skeidu Oslo, a w 1980 roku zakończył w nim swoją karierę w wieku 30 lat.

## Kariera reprezentacyjna
W reprezentacji Norwegii Johansen zadebiutował 26 maja 1971 roku w wygranym 3:1 towarzyskim meczu z Islandią, rozegranym w Bergen. W swojej karierze grał w: eliminacjach do Euro 72, MŚ 1974, Euro 76, MŚ 1978 i Euro 80. W 11 meczach pełnił funkcję kapitana. W kadrze narodowej od 1971 do 1980 roku rozegrał 52 mecze i strzelił 7 goli.